# Лема (приток Мегры)
Лема — река в Вытегорском районе Вологодской области России, правый приток Мегры.
Берёт исток в Лемозере на территории Анхимовского сельского поселения, вначале течёт на север, незадолго до деревни Лема принимает левый приток Чекручей, затем поворачивает на северо-запад. После устья Бучнухи (по правому берегу, 24 км от устья) поворачивает на запад, после устья реки Суланды (по правому берегу, 18 км от устья) отклоняется к югу. Через 6 км после устья Суланды в Лему впадает левый приток Дальний Катручей, а ещё через 2 км — Ближний Катручей. В нижнем течении Лема сворачивает к северу и вскоре после деревни Лема Мегорского сельского поселения (также известной как Нижняя Лема) впадает в Мегру в 20 км от её устья. Длина реки составляет 50 км, площадь водосборного бассейна 424 км².

## Данные водного реестра
По данным государственного водного реестра России относится к Балтийскому бассейновому округу, водохозяйственный участок реки — Бассейн Онежского озера без рек Шуя, Суна, Водла и Вытегра, речной подбассейн реки — Свирь (включая реки бассейна Онежского озера). Относится к речному бассейну реки Нева (включая бассейны рек Онежского и Ладожского озера).
Код объекта в государственном водном реестре — 01040100612102000017819.